# 屋代車站
屋代車站（日语：／ Yashiro eki */?）是一位於日本長野縣千曲市小島，由信濃鐵道（しなの鉄道）與日本貨物鐵道（JR貨物）所共用的鐵路車站。屋代車站是信濃鐵道所屬的信濃鐵道線與長野電鐵屋代線废线前的分歧點，由於信濃鐵道線是原本JR東日本所屬的信越本線在長野新幹線開通之後改為第三部門民營化之平行路段，因此仍有JR貨物所屬的列車運行於其上。車站的業務基本上是由信濃鐵道方面負責，而原本在JR系統的車站內才會見到的Kiosk（キヨスク），在改由第三部門業者營運之後，也改由連鎖便利店業者羅森（Lawson）承接。

## 車站結構
信濃鐵道的月台為側式月台、島式月台各1面，側式月台1線、島式月台2線。

### 月台配置
| 月台 | 路線                   | 方向                   | 目的地                 |
| ---- | ---------------------- | ---------------------- | ---------------------- |
| 1    | ■信濃鐵道線            | 下行                   | 篠之井、長野方向       |
| 2    | 預留月台（上下待避線） | 預留月台（上下待避線） | 預留月台（上下待避線） |
| 3    | ■信濃鐵道線            | 上行                   | 上田、小諸、輕井澤方向 |

#### 屋代線廢線前的月台配置
| 月台 | 路線        | 目的地                       |
| ---- | ----------- | ---------------------------- |
| 1    | ■信濃鐵道線 | 篠之井、長野方向             |
| 2    | ■信濃鐵道線 | 上下待避線                   |
| 3    | ■信濃鐵道線 | 戶倉、上田、小諸、輕井澤方向 |
| 4    |             | 欠號                         |
| 5    | ■屋代線     | 松代、須坂方向               |

## 相鄰車站
信濃鐵道
■信濃鐵道線
□快速「信濃日出」、□快速「信濃日落」
通過
□快速（沒有愛稱的列車）
戶倉－屋代－篠之井
■普通
千曲－屋代－屋代高校前

### 曾經存在的路線
長野電鐵
■屋代線
屋代（Y-1）－東屋代（Y-2）

## 外部連結
- （日語）屋代車站（信濃鐵道）